# Rachel Cabral
Rachel Cabral, född 5 oktober 1985, är en filippinsk bågskytt. Hon deltog vid olympiska sommarspelen 2012.